# William de Ferrers, 3. Earl of Derby
William de Ferrers, 3. Earl of Derby († 1190 vor Akkon) war ein anglo-normannischer Adliger im 12. Jahrhundert.

## Leben
William de Ferrers war ein Sohn von Robert de Ferrers, 2. Earl of Derby, und der Margaret Peverel. Beim Tod seines Vaters 1162 übernahm er dessen Erbe als Earl of Derby.

### Englischer Bürgerkrieg
Weil die Familie seiner Mutter während des Englischen Bürgerkrieges (1135–1154) loyale Anhänger des Königs Stephan gegen die „Kaiserin“ Mathilda waren, wurde William von Seiten des Königs Heinrich II., der ein Sohn der „Kaiserin“ war, das Erbe seiner Mutter vorenthalten. Aus diesem Grund schloss er sich 1173 der Revolte des ältesten Königssohnes, dem jungen König Heinrich, an. Dabei brannte er Nottingham nieder. Am 31. Juli 1174 wurde er zusammen mit dem Schottenkönig Wilhelm I. bei Northampton gefangen genommen. Seine Freiheit musste sich William bei König Heinrich II. teuer erkaufen.

### Dritter Kreuzzug
Im Jahr 1189 nahm William das Kreuz zum Dritten Kreuzzug. Statt mit dem englischen Hauptheer unter König Richard Löwenherz zu ziehen, schloss er sich einem Vorauskommando französischer Ritter an. Er starb während der Belagerung von Akkon, wie die Annales de Margan und die Gesta des Abtes Benedikt berichten.

## Familie
Verheiratet war William de Ferrers mit Sibyll de Braose, einer Tochter von William de Braose, 3. Baron of Bramber und dessen Frau Bertha de Hereford. Ihr gemeinsamer Sohn William († 22. September 1247) erbte den Titel. Seine Witwe heiratete Adam of Port († 1213), einen Baron aus Basing in Hampshire.